# Вессьер, Жиль
Жиль Вессье́р (фр. Gilles Veissière; род. 18 сентября 1959, Ницца) — французский футбольный арбитр. Судил финальные турниры Чемпионата мира (2002).

## Биография
Карьера Вессьера длилась до 2004 года. Он судил матчи ФИФА с 1994 по 2004 годы, работал на матчах квалификации к чемпионатам мира 1998, 2002 и 2006 годов, судил матчи финальной части чемпионата мира 2002 года. Как арбитр УЕФА судил матчи квалификаций к чемпионатам Европы 1996, 2000 и 2004 годов, работал в финальных частях чемпионатов Европы 2000 и 2004 годов. Судил неоднократно игры Лиги чемпионов, а в 1997 году был арбитром матча сборных Европы и сборных мира в Марселе перед жеребьёвкой чемпионата мира. Судья финала Кубка УЕФА 2001 года и молодёжного чемпионата мира 1997 года.